# Simplified Technical English
ASD-STE100 Simplified Technical English (STE) är ett kontrollerat språk som är utformat för att förenkla och förtydliga teknikinformation. STE utvecklades ursprungligen under 1980-talet av dåvarande branschorganisation för europeisk flygindustri, European Association of Aerospace Industries (AECMA), på uppdrag av europeiska flygbolag. Flygbolagen ville ha en standardiserad form av engelska för teknikinformation för att få ett språk i underhållsmanualer som var lätt att förstå av personer med annat modersmål än engelska. Sedan dess har användningen av STE spridit sig till många andra områden utanför flygindustri, försvarsindustri och underhåll tack vare att STE ger tydliga, konsekventa och lättförståeliga texter. Den senaste utgåvan av STE-standarden är utgåva 9, som publicerades i januari 2025. Utgåva 9 innehåller 53 skrivregler och en ordlista med ungefär 900 godkända ord.

## Historia
De första försöken att skapa en kontrollerad form av engelska gjordes redan på 1930-talet och 1970-talet med Basic English och Caterpillar Fundamental English. 1979 skrev amerikanska företag inom flygindustrin teknikinformation på amerikansk engelska (exempelvis Boeing, Douglas och Lockheed) och brittiska företag skrev på brittisk engelska (exempelvis Hawker Siddeley och British Aircraft Corporation). Även företag inom flygindustrin i länder med annat modersmål än engelska skrev teknikinformation på engelska (exempelvis Fokker, Aeritalia, Aerospatiale, och några av de företag som senare bildade Airbus). Europeiska flygbolag översatte sedan en del av underhållsdokumentationen till det språk lokala flygplansmekaniker hade som modersmål.
För att undvika behovet av översättning av underhållsdokumentation tog branschorganisationen för de europeiska flygbolagen (Association of European Airlines (AEA))  kontakt med branschorganisationen för europeisk flygindustri, European Association of Aerospace Industries för att undersöka möjligheten att använda en kontrollerad eller standardiserad form av engelska. 1983, efter en analys av de olika typer av kontrollerade språk som fanns i andra branscher, beslutade AECMA att skapa en egen form av kontrollerad engelska. AECMA bjöd även in  branschorganisationen för amerikansk flygindustri, Aerospace Industries Association of America (AIA), att delta i detta projekt. Resultatet av detta samarbete kom 1986 med publiceringen av AECMA-dokumentet, PSC-85-16598, känt som AECMA Simplified English Guide. Med åren har många ändringar, revisioner och utgåvor publicerats, fram till nuvarande utgåva 9 från januari 2025.
Efter att AECMA 2004 gått ihop med två andra organisationer och bildat Aerospace, Security and Defence Industries Association of Europe (ASD), bytte även dokumentet titel till ASD Simplified Technical English – Specification ASD-STE100. I och den ändringen av titeln gick ASD-STE100 från att vara en guide till att vara en specifikation. Från och med utgåva 9 är ASD-STE100 en standard med titeln ASD-STE100 Simplified Technical English - Standard for technical documentation. Ändringen till en standard visar att STE har global tillämplighet.
ASD har ensam upphovsrätt för ASD-STE100. Simplified Technical English Maintenance Group (STEMG) är en arbetsgrupp som bildades 1983 inom ASD för arbetet med att ta fram standarden. STEMG fortsätter att underhålla standarden för att hålla den aktuell. Eftersom teknik och tekniskt språk ständigt utvecklas är STEMG beroende av att användare ger förslag på ändringar och uppdateringar.
Från och med 2013 och utgåva 6 är standarden gratis. Det är möjligt att beställa ett gratis digitalt exemplar via officiella webbplatsen för ASD-STE100 eller via ASD:s plattform för distribution av standarder, ASD STAN-shop.
Genom åren har 18 981 officiella exemplar av utgåva 6, utgåva 7 och utgåva 8 distribuerats. Sedan publiceringen av utgåva 9 i januari 2025 har nästan 1000 officiella exemplar distribuerats i mars 2025. Vanligtvis publicerar STEMG en ny utgåva av ASD-STE100 vart tredje år.

## Fördelar
Det finns idag inga publicerade vetenskapliga studier som bevisar fördelarna med STE. Det finns därför ett behov av ytterligare forskning kring STE. Fördelar som de som utvecklar, implementerar och stöder STE anger är exempelvis:
- STE har ett ord för att ersätta engelska ord som kan ha mer än en betydelse (exempelvis include istället för come with) På så sätt underlättar STE förståelsen, speciellt för personer med annat modersmål än engelska.
- STE förbättrar tydligheten i teknikinformation, speciellt i procedurtexter. Detta gäller både för personer med engelska som modersmål och för personer med annat modersmål än engelska.[9]
- STE förbättrar förståelsen för personer som har ett annat modersmål än engelska.
- STE gör mänsklig översättning lättare, snabbare och mer kostnadseffektiv.
- STE underlättar datorstödd översättning och maskinöversättning.
- STE förbättrar tillförlitligheten vid underhåll och montering genom att minska sannolikheten för att göra fel eller risker på grund av mänskliga faktorer.

## Struktur i standarden
Standarden ASD-STE100 Simplified Technical English består av två delar:
- Del 1 - Skrivregler
- Del 2 - Ordlista

### Skrivregler
Del 1 innehåller 53 skrivregler för grammatik och stil. Skrivreglerna gör skillnad på två typer av texter: procedurtext och beskrivande text. En del skrivregler gäller båda typer av text och en del skrivregler gäller endast den ena typen av text. Skrivreglerna inkluderar bland annat dessa aspekter:
- Använd de godkända orden i ordlistan bara i den ordklass som de har i ordlistan och med den betydelse de har i ordlistan.
- Ge instruktioner som är så tydliga och specifika som möjligt i procedurtext.
- Använd inte sammansatta substantiv (multi-word noun) som består av mer än tre separata ord.
- Använd de godkända formerna av verb för att skapa endast dessa engelska verbformer:
  - Infinitive (infinitiv)
  - Imperative (imperativ)
  - Simple present tense (enkel presens)
  - Simple past tense (enkel dåtid)
  - Past participle (particip – endast som adjektiv)
  - Future tense (futurum)
- Använd inte hjälpverb för att göra komplexa sammansatta verbstrukturer.
- Använd ing-formen av ett verb bara i ett ord som är en definierad term (technical noun) eller som del av en definierad term
- Använd inte passiv form i procedurtext.
- Använd aktiv form så mycket som möjligt i beskrivande text.
- Skriv korta meningar. Använd max 20 ord per mening i procedurtext och max 25 ord per mening i beskrivande text.
- Utelämna inte delar av en mening för att göra meningen kortare. Det vill säga utelämna exempelvis inte verbet, subjektet eller artiklar.
- För att göra en komplex text enklare, använd en mening som inkluderar en vertikallista, det vill säga en punktlista eller en numrerad lista.
- Ge en instruktion (uppmaning) per mening i en procedurtext.
- Inkludera bara ett ämne per stycke.
- Inkludera max sex meningar i ett stycke.
- Börja en säkerhetsinstruktion för risker med en tydlig uppmaning eller börja med en mening med ett villkor följt av en tydlig uppmaning.

### Ordlista
Del 2 innehåller en ordlista med ungefär 900 godkända generella ord. Ordlistan består av en tabell med fyra kolumner. Följande tabell visar exempel på information i kolumnerna för några uppslagsord:
| Word (part of speech)             | Approved meaning/ALTERNATIVES | STE EXAMPLE | Non-STE example                                                 |
| --------------------------------- | --- | --- | --------------------------------------------------------------- |
| acceptance (n)                    | ACCEPT (v) | BEFORE YOU ACCEPT THE UNIT, DO THE SPECIFIED TEST PROCEDURE.                                                                                               | Before acceptance of unit, do the specified test procedure.     |
| ACCESS (n)                        | The ability to go into or near | GET ACCESS TO THE ACCUMULATOR FOR THE No. 1 HYDRAULIC SYSTEM.                                                                                              |                                                                 |
| accessible (adj)                  | ACCESS (n) | TURN THE COVER UNTIL YOU CAN GET ACCESS TO THE JACKS THAT HAVE + AND - MARKS.                                                                              | Rotate the cover until the jacks marked + and - are accessible. |
| ACCIDENT (n)                      | An occurrence that causes injury or damage | TO PREVENT ACCIDENTS, MAKE SURE THAT THE PINS ARE INSTALLED.                                                                                               |                                                                 |
| close (adj)                       | NEAR (prep) | DO NOT USE SOLVENTS NEAR FLAMES OR SPARKS. | Do not use solvents in close contact with flames or sparks.     |
| CLOSE (v), CLOSES, CLOSED, CLOSED | 1. To move together, or to move to a position that stops or prevents materials from going in or out 2. To operate a circuit breaker to make an electrical circuit | CLOSE THE INSTRUMENT PANEL. MAKE SURE THAT THE DOORS CLOSE FULLY. MAKE SURE THAT THE CIRCUIT BREAKER IS CLOSED. MAKE SURE THAT THE CIRCUIT BREAKER CLOSES. |                                                                 |
| NEAR (adj) (NEARER, NEAREST)      | At or to a relatively short distance | PUT THE SYRINGE ON THE NEAREST SURFACE OF THE EXAMINATION TABLE.                                                                                           |                                                                 |
| TEST (n)                          | The procedure where an object or system is operated to make sure that its performance and/or function is correct                                                  | DISCONNECT ALL THE SYSTEMS WHICH ARE NOT NECESSARY FOR THE TEST.                                                                                           |                                                                 |
| test (v)                          | TEST (n) | DO A FUNCTIONAL TEST OF THE SOFTWARE. | Functionally test software.                                     |

Förklaring av de fyra kolumnerna:
Word (part of speech) – Första kolumnen innehåller uppslagsordet och information om vilken ordklass uppslagsordet har. Uppslagsord i versaler är godkända ord. Uppslagsord i gemener är inte godkända ord. Varje godkänt ord är endast godkänt i den ordklass som står inom parentes i denna kolumn. Till exempel är ordet test (the test) bara godkänt som substantiv och inte godkänt som verb (to test). Principen som gäller är att ett ord har en ordklass och en betydelse. Men det finns några få undantag, där ett ord kan vara godkänt som mer än en ordklass eller med fler än en betydelse.
Approved meaning/ALTERNATIVES – Andra kolumnen ger den godkända betydelsen för godkända ord och godkända alternativ för uppslagsord som inte är godkända ord.
I exemplet står ACCESS och ACCIDENT med versaler i första kolumnen, vilket innebär att de är godkända ord. Texten med den godkända betydelsen i denna kolumn står inte i STE. Om en möjlig betydelse för ett ord inte står i denna kolumn, då kan man inte använda ordet med den betydelsen och det är nödvändigt att hitta ett alternativ.
I exemplet står acceptance och accessible i gemener i första kolumnen, vilket innebär att de inte är godkända ord. Texten i denna kolumn ger då exempel på godkända alternativ som man kan använda istället. Alternativen står i versaler och är bara förslag på ord som kan fungera som alternativ, men vilket ord man använder beror på vilken betydelse man vill ha. Ofta har alternativen samma ordklass som ordet som inte är godkänt, men alternativen kan även ha en annan ordklass. Då är det nödvändig att omformulera meningen för att alternativet ska passa in i meningen.
STE EXAMPLE – Tredje kolumnen visar hur man använder det godkända ordet eller det godkända alternativet. Eftersom texten innehåller godkänd text står texten i versaler. För godkända alternativ visar kolumnen hur man behåller samma betydelse med en annan konstruktion av meningen, i de fall en omformulering är nödvändig för att kunna använda alternativet. Formuleringarna i exemplen är inte obligatoriska. Exemplen för alternativen visar bara en metod för att formulera samma information med godkända ord. Det är ofta möjligt att använda andra formuleringar och andra godkända ord för att säga samma sak.
Non-STE example – Fjärde kolumnen visar exempel för de uppslagsord som inte är ett godkänt ord. Exemplen innehåller formuleringar som är vanliga i teknikinformation för dessa ord. Eftersom texten innehåller text som inte är godkänd står texten i gemener. Exemplen i denna kolumn tillsammans med exemplen i tredje kolumnen hjälper till för att förstå hur man kan använda godkända alternativ och omformuleringar för att ge samma information. För godkända uppslagsord är denna kolumn tom, förutom om det finns en hjälpsymbol (glödlampa) som relaterar till andra betydelser eller begränsningar för ett godkänt ord.
Ordlistan innehåller både de uppslagsord som är godkända ord och en del uppslagsord som inte är godkända ord. Det är endast tillåtet att använda de godkända orden med deras godkända betydelser. Till exempel är verbet CLOSE bara tillåtet att använda med en av dessa betydelser:
1. Föra tillsammans eller flytta till en position som stoppar eller hindrar material från att gå in och ut
2. Hantera en automatsäkring för att skapa en elektrisk krets

Verbet CLOSE kan uttrycka att stänga exempelvis en dörr (to close a door) eller sluta en strömkrets (to close a circuit). Andra betydelser är inte tillåtna, exempelvis att avsluta ett möte (to close a meeting) och avsluta ett konto (close a bank account).
Adjektivet close är inte ett godkänt ord i ordlistan och har det godkända alternativet NEAR. Det vill säga, STE tillåter inte formuleringen do not go close to the landing gear, men tillåter formuleringen do not go near the landing gear.
Ordlistan innehåller endast generella ord. För att ta fram teknikinformation är även specifika tekniska termer nödvändiga. Som komplement till de generella godkända orden i ordlistan är det därför tillåtet att använda definierade tekniska termer. Skrivregel 1.5 och skrivregel 1.12 i del 1 av standarden innehåller riktlinjer för tekniska termer som enligt STE kan vara substantiv (technical noun) eller verb (technical verb). Exempelvis innehåller ordlistan inte substantiven grease, discoloration och aural warning system och inte heller verben ream och drill, men dessa ord kan enligt riktlinjerna vara tillåtna som definierade tekniska termer.

## Standarder inom flygindustri och försvarsindustri
Ursprungligen utvecklades ASD-STE100 som en standard för underhållsdokumentation inom flygindustrin. Med tiden har ASD-STE100 blivit ett krav för teknikinformation för fler typer av militära landfordon, sjöfarkoster och vapenprogram. Trots att  ASD-STE100 inte från början var tänkt som en generell standard för dokumentation, så har andra typer av industrier framgångsrikt infört ASD-STE100 för flera typer av dokumentation. Amerikanska statliga Plain English representerar ett försök till en mer generell standard för dokumentation, men Plain English saknar de strikta regler för vokabulär som finns i ASD-STE100.
Sen 1986 har STE varit ett krav i ATA-specifikationerna i2200 (tidigare ATA100) och ATA104. STE är också ett krav i specifikationen S1000D. Europeiska försvarsbyrån (European Defence Agency (EDA)) har även med STE som bästa praxis för teknikinformation i databasen European Defence Standards Reference (EDSTAR). EDSTAR är ett stöd för medlemsländerna för att exempelvis ta fram krav vid kontraktsskrivning, krav på personal och arbetssätt för militära produkter.
Idag innebär framgången för STE att andra industrier och branscher använder STE för olika typer av dokumentation, utöver det ursprungliga syftet som var för underhållsdokumentation inom flygindustri och försvarsindustri. Statistik över distributionen av exemplar av standarden visar att distributionen utanför flygindustri och försvarsindustri ökar. Status i augusti 2022 visar att 56 % av användarna kommer från andra industrier eller branscher. Användare finns bland annat inom fordonsindustri, offshoreindustri, förnybar energi, medicinteknik och läkemedelsindustri. Intresset för STE ökar även i den akademiska världen, exempelvis inom informationsteknologi, tillämpad språkvetenskap och språkteknologi.

## Mjukvara
Flera mjukvaruprodukter har stöd för STE, men STEMG stödjer inte och certifierar inte dessa mjukvaruprodukter. Ingen mjukvara kan översätta en text från vanlig engelska till STE. Men mjukvara kan vara ett stöd för skribenter som redan har bra kunskaper om STE.